# Héctor Ragni
Héctor Ragni (Buenos Aires, 29 de noviembre de 1897-Montevideo, 7 de julio de 1952) fue un pintor y grabador argentino, que tuvo una actuación destacada en el ámbito artístico uruguayo, catalán y argentino.

## Biografía
Sus padres fueron Emilio Ragni y Rosa Fontana, en una familia de 4 hermanos y 2 hermanas de origen italiano que habían llegado a Buenos Aires a fines del siglo XIX. En sus inicios, siendo aún adolescente, trabajó como pintor de carteles publicitarios y luego se vinculó con la Sociedad Estímulo de Bellas Artes, trabando amistad con Adolfo Bellocq. 
En 1915 viajó a Montevideo y 3 años después a Barcelona. En la ciudad catalana trabajó con Enrique C. Ricart, Francisco Canyellas y José Obio, con quienes aprendió la técnica de grabado en madera. Esa época de efervescencia artística también lo relacionó con la Agrupació d'Artistes Catalans donde expuso colectivamente 4 pinturas en 1920.
En 1922 viajó a Mallorca, España, donde conoció al pintor Carlos Alberto Castellanos quien estaba establecido en esa localidad y quien lo invitó a pasar un período allí. Los paisajes que en ese lugar pintó, permiten apreciar los reflejos que trasladó a algunas de sus pinturas y grabados.
Volvió a Montevideo en 1928, donde trabajó como dibujante publicitario, destacándose unos que realizó para una casa fotográfica llamada Foto Faig. En 1929 contrajo matrimonio con Elvira Tabares.
En 1934 se vinculó al maestro Joaquín Torres García con quien compartía una amistad previa y a quien acompañó en la creación de la Asociación de Arte Constructivo y la Escuela del Sur entre 1935 y 1942, para luego participar activamente de la fundación del Taller Torres García. Así, se convirtió en propulsor de las teorías del maestro durante el resto de su vida, colaborando en publicaciones de divulgación de la escuela como ˜Círculo y Cuadrado˜ y ˜Removedor˜, esta última la publicación oficial del Taller. 
En 1944 junto a algunos de los alumnos del taller trabajó en las decoraciones Los Murales del Hospital Saint Bois del pabellón Martirené de dicho hospital, allí representando Herramientas.

## Reconocimientos
- El 6 de febrero de 1998, el Correo Uruguayo emitió una estampilla en su honor.[4]
- En el Museo Torres García se le realizó un homenaje por el centenario de su nacimiento en 1997.[1]

## Obras
- Apolo (óleo sobre cartón) - 1919
- Azoteas (óleo sobre tela) - 1920
- Vida en silencio (óleo sobre tela) - 1920
- Ventana (óleo sobre tela) - 1920
- Pirineos (óleo sobre cartón) - c. 1925
- A la sombra (óleo sobre cartón) - 1925
- Locomotora 214 (témpera sobre papel) - 1934